# Nina Patalon
Nina Patalon (ur. 20 stycznia 1986 w Działdowie) – polska piłkarka grająca na pozycji pomocniczki, następnie trenerka, od marca 2021 r. selekcjonerka seniorskiej reprezentacji Polski kobiet.

## Kariera piłkarska

### Kariera klubowa
Karierę piłkarską rozpoczęła w 2002 r. w Medyku Konin, w którym występowała następnie przez wiele lat, zaliczając w międzyczasie epizod w barwach Czarnych Sosnowiec. W 2011 z powodu kontuzji zakończyła sportową karierę.
W 2013 r. znalazła się jeszcze w zespole Delfina Ślesin, a w sezonie 2014/15 – AZS UAM Poznań.

### Kariera międzynarodowa
W latach 2004–2006 broniła polskich barw juniorskiej drużyny narodowej. W 2009 r. znalazła się w składzie reprezentacji Polski na Letnią Uniwersjadę 2009 w Belgradzie.

## Kariera trenerska
Po zakończeniu kariery zawodniczej Patalon poświęciła się pracy szkoleniowej. W 2010 r. ukończyła studia na Akademii Wychowania Fizycznego w Poznaniu, gdzie uzyskała licencję trenera II klasy.
Od 2010 r. prowadziła dziewczyny z rocznika 1996 w Medyku Konin, a w styczniu 2011 r. razem z Anną Gawrońską stanęła na czele pierwszej drużyny Medyka. Również od 2011 r. pomagała trenować jako asystentka dziewczęcą reprezentację Polski do lat 15. W maju 2014 została mianowana selekcjonerem reprezentacji Polski do lat 17, z którą w 2018 r. awansowała do finałów mistrzostw kontynentu. Dla polskiego zespołu był to drugi w historii awans do tych rozgrywek. W samym turnieju biało-czerwone po remisach z Anglią (2:2) i Włochami (0:0) oraz porażce z Hiszpanią (0:5) zajęły siódme miejsce, nie wychodząc z grupy. W 2019 r. przejęła kierowanie drużyną państwową do lat 19.
W marcu 2021 r. zastąpiła tymczasowo zdymisjonowanego Miłosza Stępińskiego na stanowisku selekcjonera reprezentacji A. Jest pierwszą w historii kobietą sprawującą tę funkcję. Zadebiutowała 13 kwietnia 2021 w towarzyskim meczu ze Szwecją (przegranym 2:4). 29 kwietnia 2021 została selekcjonerką na pełny etat. 3 grudnia 2024 awansowała z reprezentacją na pierwszy wielki turniej – EURO 2025. Na EURO jej piłkarki przegrały z Niemcami 0:2, Szwecją 0:3, ale pokonały Danie 3:2, zajmując w swojej grupie 3 miejsce i zdobyły pierwsze historyczne bramki oraz punkty. 
Jest także koordynatorką szkolenia piłki nożnej kobiet w PZPN i jedyną w Polsce kobietą z licencją UEFA Pro.

## Sukcesy

### Zawodniczka
Medyk Konin
- I liga/Ekstraliga Wicemistrzostwo: 2004/05, 2006/07, 2007/08, 2010/11
- I liga/Ekstraliga Trzecie miejsce: 2003/04, 2008/09
- Puchar Polski Zwycięstwo: 2004/05, 2005/06, 2008/09
- Mistrzostwa Polski juniorek Mistrzostwo: 2004, 2005, 2006

### Trenerka
Medyk Konin (rocznik 1996)
- Mistrzostwa Polski juniorek młodszych Mistrzostwo: 2010/11, 2011/12
- Mistrzostwa Polski juniorek młodszych Wicemistrzostwo: 2012/13

Medyk Konin
- Ekstraliga Wicemistrzostwo: 2011/12, 2012/13
- Puchar Polski Finał: 2011/12

Polska U-17
- Mistrzostwa Europy U-17 – kwalifikacje Awans: 2018

Polska
- Mistrzostwa Europy w piłce nożnej kobiet 2025 – kwalifikacje awans

## Kariera medialna
Podczas piłkarskich mistrzostw świata kobiet 2023, od 20 lipca 2023 do 20 sierpnia 2023, znalazła się w składzie zespołu komentatorskiego i eksperckiego Viaplay Polska, który posiadał wyłączne prawa do transmisji tej imprezy na terytorium Polski.